# 雷蒙德·蒙东广场

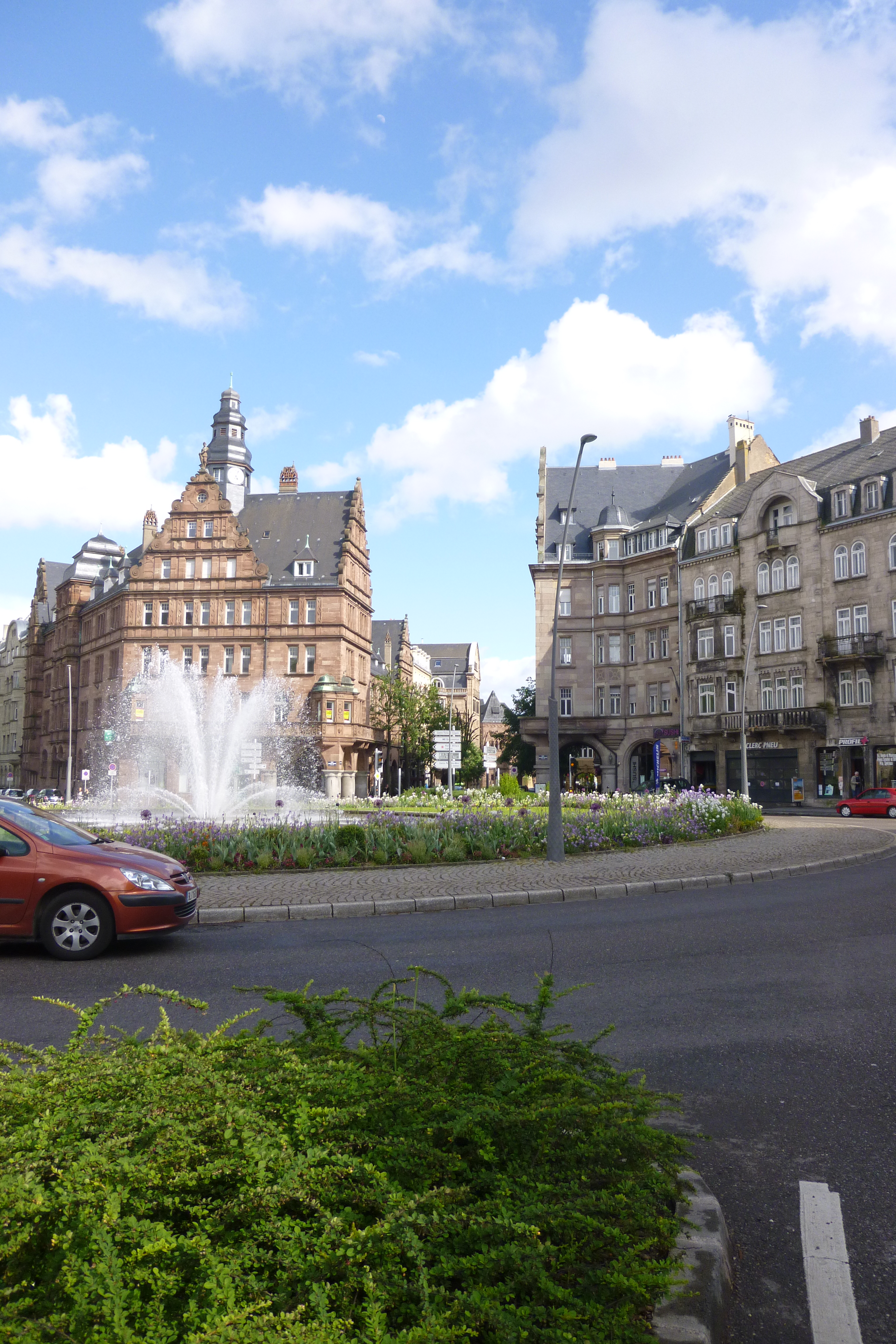

雷蒙德·蒙东广场（Place Raymond-Mondon）是法国洛林梅斯的一个广场。
广场开辟于1904年，系填筑城壕兴建，为福煦大街的起点。威廉二世树立了他父亲腓特烈三世的的骑马雕像。1918年拆除。

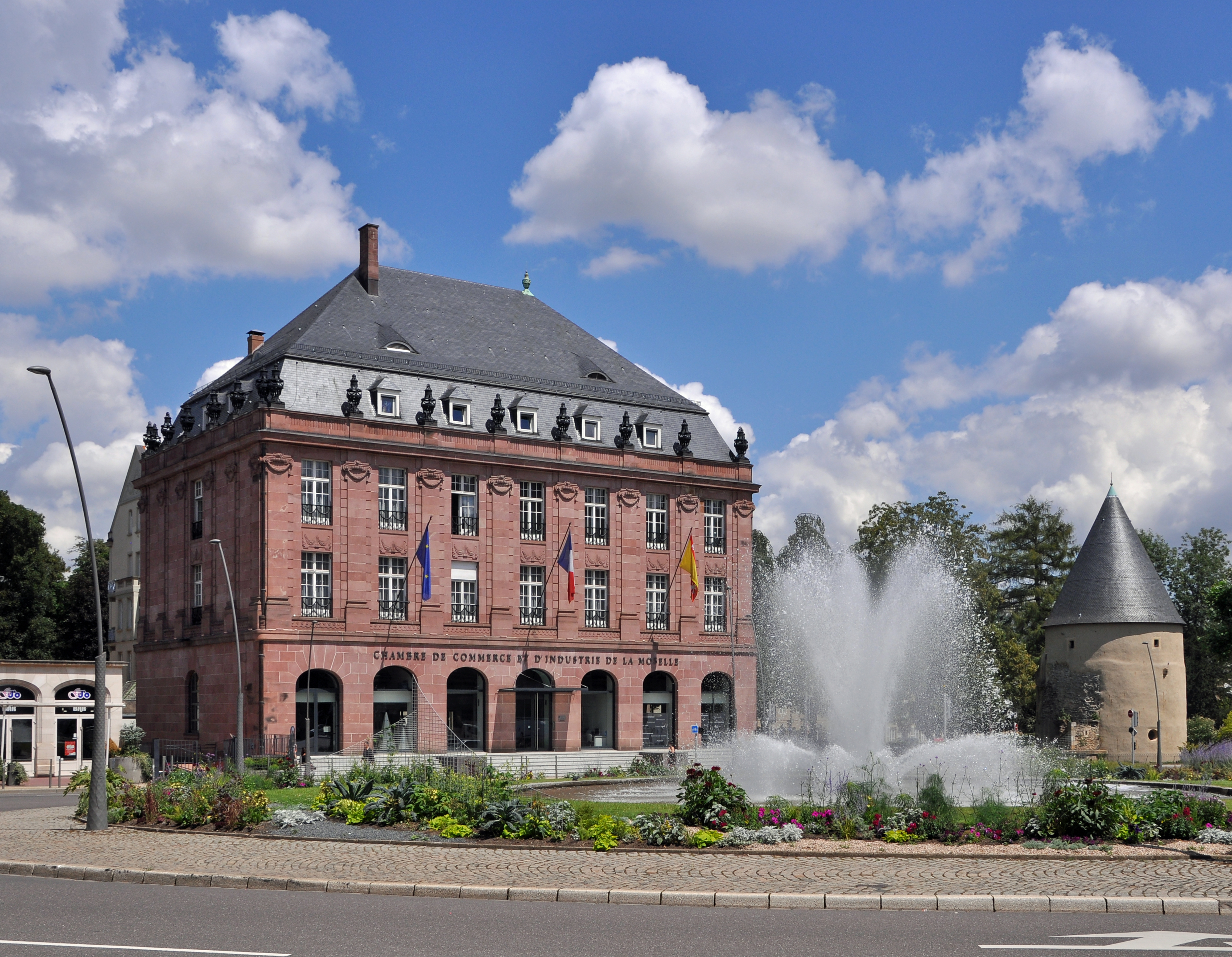

广场得名于政治家雷蒙德·蒙东。1973年树立了他的纪念碑。